# Der lange heiße Sommer
Der lange heiße Sommer ist ein US-amerikanisches Filmdrama aus dem Jahre 1958 unter Regie von Martin Ritt. Das Drehbuch vermischt drei Geschichten von William Faulkner zu einer Handlung: die Novelle Spotted Horses (1931), die Kurzgeschichte Barn Burning (1939) sowie den Roman The Hamlet (1940).

## Handlung
Ben Quick wird in seinem Heimatdorf der Brandstiftung angeklagt. Diese kann ihm zwar vor Gericht nicht nachgewiesen werden, dennoch wird er der Stadt verwiesen. Als Landstreicher zieht Ben fortan durch die Südstaaten, bis zwei Frauen aus Mississippi ihn per Auto in ihre Kleinstadt mitnehmen: Es handelt sich um Clara Varner und ihre Schwägerin Eula. Claras Vater ist der wohlhabende, aber tyrannische Plantagenbesitzer Will Varner, dem ein Großteil der Stadt gehört. Bei Bens Ankunft befindet sich Will Varner im Krankenhaus, doch dessen Sohn Jody gibt Ben eine Anstellung auf der Farm als Erntehelfer. 
Als Will Varner aus dem Krankenhaus zurückkehrt, glaubt er in dem ehrgeizigen und kompromisslosen Ben sich selbst als jungen Mann wiederzuerkennen. Dagegen hält Will nur wenig von seinem Sohn Jody, der ihm als verweichlicht erscheint. Will versucht fortan, Ben und Clara miteinander zu verkuppeln. Er will Ben sogar mithilfe seines Vermögens „überzeugen“ und verspricht ihm das Erbe. Doch Clara ist zwar fasziniert, aber auch abgestoßen von dem ungeschliffenen Ben. Zudem hat sie bereits in dem Einheimischen Alan Stewart einen langjährigen Verehrer. Ben wirbt trotzdem immer heftiger um Clara, die aber keine Ehe ohne Liebe eingehen will. 
Als Ben durch den erfolgreichen Verkauf von Wildpferden im Unternehmen der Varners aufsteigt und schließlich auch bei ihnen im Haus leben darf, sieht sich Jody in seiner Position als Unternehmenserbe zusehends bedroht. Jody versucht sogar einmal, seinen Konkurrenten Ben zu erschießen. Im Zorn auf seinen Vater sperrt Jody diesen in einen Stall ein und legt Feuer, doch kann er diesen Vatermord nicht durchstehen und rettet Will aus dem Stall. Das führt zu einer Versöhnung zwischen Vater und Sohn. 
Unterdessen wird Ben von den Dorfbewohnern der Brandstiftung verdächtigt. Während dieser Verdächtigungen kommen sich Ben und Clara näher, da er ihr von seiner Kindheit erzählt, in der sein Vater ein Brandstifter war und dass er selbst, seiner Abstammung wegen, schon der Brandstifterei verdächtigt wurde. Will entschärft die Situation, indem er den Brand der Halle als einen Unglücksfall darstellt, der durch seine Zigarre ausgelöst wurde. Ben möchte die Stadt verlassen, doch hat Clara inzwischen Gefallen an ihm gefunden, wie sie ihm gesteht, und Ben bleibt bei der Familie Varner.

## Hintergründe
Der Film wurde neben im Studio gedrehten Szenen auch in der Kleinstadt Clinton, Louisiana, gedreht. Die Filmbesetzung bestand hauptsächlich aus Mitgliedern des Actors Studio in New York, darunter auch Hauptdarsteller Paul Newman, der noch am Anfang seiner Hollywood-Karriere stand. Er und seine Filmpartnerin Joanne Woodward heirateten nach Ende der Dreharbeiten im Januar 1958.
Das Titellied The Long Hot Summer wurde von Jimmie Rodgers gesungen. Für die Regie wurde der als Filmregisseur noch unerfahrene Martin Ritt verpflichtet, der zuvor am Theater hatte arbeiten müssen, weil er während der McCarthy-Ära wegen angeblicher Nähe zum Kommunismus auf eine der Schwarzen Listen geraten war. Orson Welles wurde als Will auf ausdrücklichen Wunsch von Ritt verpflichtet, obwohl die Produzenten von 20th Century Fox Welles kritisch gegenüberstanden, da sie dessen Temperament und Einmischung befürchteten. Am Filmset gab es mehrere Auseinandersetzungen zwischen Ritt und Welles, weil diese die Rolle des Will unterschiedlich interpretierten und Welles sich auch in andere Belange des Filmes einmischen wollte. Letztlich überwanden beide aber ihre Differenzen.
Basierend auf diesem Film lief zwischen 1965 und 1966 die Fernsehserie The Long, Hot Summer mit Edmond O’Brien, Roy Thinnes und Nancy Malone in den Hauptrollen. Ebenfalls entstand 1985 als weiteres Remake ein Fernsehfilm mit Jason Robards, Don Johnson und Cybill Shepherd.

## Synchronisation
Die deutsche Synchronfassung entstand anlässlich der Kinopremiere bei der Elite Film Franz Schröder GmbH in Berlin.
| Rolle             | Schauspieler      | Dt. Synchronstimme    |
| ----------------- | ----------------- | --------------------- |
| Ben Quick         | Paul Newman       | Gert Günther Hoffmann |
| Clara Varner      | Joanne Woodward   | Marion Degler         |
| Will Varner       | Orson Welles      | Werner Lieven         |
| Jody Varner       | Anthony Franciosa | Herbert Stass         |
| Eula Varner       | Lee Remick        | Maria Körber          |
| Minnie Littlejohn | Angela Lansbury   | Tilly Lauenstein      |
| Alan Stewart      | Richard Anderson  | Paul Edwin Roth       |

## Kritiken
Insbesondere bei Kritikern war Der lange heiße Sommer ein Erfolg; an den Kinokassen war der Film zwar kein Hit, warf aber dennoch Profit ab.
Das Lexikon des Internationalen Films urteilte: „Der Film ist zwar dialoglastig, aber atmosphärisch fesselnd inszeniert und blendend gespielt.“ Das Fernsehmagazin Prisma zeigte sich ebenfalls positiv: „Dank der hervorragenden Darsteller und der fesselnden Inszenierung ist dies beste Unterhaltung.“

## Auszeichnungen
Bei den Internationalen Filmfestspielen in Cannes gewann Paul Newman den Preis als Bester Darsteller.